# Chiloscyphus ctenophyllus
Chiloscyphus ctenophyllus là một loài rêu tản trong họ Lophocoleaceae. Loài này được (Schiffner) Hässel de Menéndez miêu tả khoa học lần đầu tiên năm 1996.